# Bahnstrecke Lautiosaari–Elijärvi
| Abzweigstelle Lautiosaari |                          |                                    |                                    |
| Streckenlänge: | 7,5 km                   |                                    |                                    |
| Spurweite: | 1524 mm (Russische Spur) |                                    |                                    |
| Streckengeschwindigkeit: | 50 km/h                  |                                    |                                    |
| |                          |                                    |                                    |
| \| \| \| Bahnstrecke Oulu–Tornio von Tornio \| \| \| \| 863,064 \| Lautiosaari \| Lautiosaari \| \| \| \| Bahnstrecke Oulu–Tornio nach Oulu \| \| \| \| \| Landstraße \| \| \| \| 870,536 \| Elijärvi \| Elijärvi \| |                          |                                    |                                    |
| Strecke |                          | Bahnstrecke Oulu–Tornio von Tornio | Bahnstrecke Oulu–Tornio von Tornio |
| ehemaliger Dienststation / Betriebs- oder Güterbahnhof | 863,064                  | Lautiosaari                        | Lautiosaari                        |
| Abzweig ehemals geradeaus und nach rechts |                          | Bahnstrecke Oulu–Tornio nach Oulu  | Bahnstrecke Oulu–Tornio nach Oulu  |
| Bahnübergang (Strecke außer Betrieb) |                          | Landstraße                         | Landstraße                         |
| Betriebs-/Güterbahnhof Streckenende (Strecke außer Betrieb) | 870,536                  | Elijärvi                           | Elijärvi                           |

Die Bahnstrecke Lautiosaari–Elijärvi ist eine nur dem Güterverkehr dienende Bahnstrecke im Norden Finnlands. Sie ist eine Nebenstrecke der Bahnstrecke Oulu–Tornio. Die Strecke wurde am 31. Oktober 1985 eröffnet. Seit 2007 ist der Verkehr eingestellt.

## Verkehr
Die auf der Strecke verkehrenden Güterzüge dienten ausschließlich dem Transport von Chromit zwischen der Mine Elijärvi und dem zur Firmengruppe Outokumpu gehörende Stahlwerk Tornio, das auf der Halbinsel Röyttä liegt. Der Verkehr wurde mit Wechselbehältern abgewickelt, die im Stahlwerk per Lkw an die entsprechenden Weiterverarbeitungspunkte gebracht wurden.
Der Verkehr auf der Strecke endete zum Jahresende 2005. Ursache war, dass VR Cargo (jetzt VR Transpoint) eine Ausschreibung für die Beförderung der Erzladungen an eine LKW-Spedition verlor. Aus diesem Grund ruht seit 2006 der Zugverkehr. Am 7. November 2011 wurde der Vertrag mit der Spedition bis Ende 2019 verlängert.
Jährlich werden 530.000 Tonnen Erz befördert. 2011 wurde die Anzahl der Fahrer von 24 auf 42 erhöht, um die vorhandenen acht Sattelzüge über die Strecke von etwa 40 Kilometer rund um die Uhr zu betreiben.
Für die Zukunft ist eine weitere Erweiterung der Minenkapazität auf 1.300.000 Tonnen geplant. In einer 2009 durchgeführten Voruntersuchung wurden folgende Transportwege betrachtet, wobei zusätzlich eine weitere Produktionsausweitung auf etwa 2.700.000 Tonnen pro Jahr in die Betrachtung einbezogen wurde:
- Das angereicherte Erz wird mit eigens dafür gebauten LKWs mit einer Ladung von etwa 45 Tonnen nach Tornio transportiert. Der Transport kann auch durch speziell konstruierte Wagen erfolgen.
- Bei der Produktionserweiterung würden sich beim Transport mittels Lastkraftwagen von der Mine zur Verarbeitung schätzungsweise 90 Wagenladungen pro Tag ergeben.
- Bei einem Transport auf der Schiene würden vier Güterzüge pro Tag zur Mine verkehren.[5]

## Planungen und Zustand
VR hatte vor der Beförderungsumstellung geplant, 2006 die Strecke für höhere Achslasten zu ertüchtigen.
Der Streckenunterhalt wurde am 3. Juni 2007 eingestellt. Die Abzweigstelle Lautiosaari wurde stillgelegt, die Weichen ausgebaut. Der einzige Bahnübergang bei Elijärvi wurde 2008 abgerissen und die Straße an dieser Stelle erneuert.
Bis auf diese Unterbrechungen ist die gesamte Strecke noch vorhanden (Stand Oktober 2017).
Die Hauptsignale für die Strecke in Lautiosaari sind noch beleuchtet. Die Entfernung aus dem Sicherheitssystem wäre mit umfangreichen Kosten verbunden.